# Clairvillia furcata
Clairvillia furcata är en tvåvingeart som först beskrevs av Wulp 1890.  Clairvillia furcata ingår i släktet Clairvillia och familjen parasitflugor. Inga underarter finns listade i Catalogue of Life.